# Ceratogaulus
O Ceratogaulus, também chamado de Epigaulus, foi um tipo de roedor pré-histórico que habitou as planícies da América do Norte durante os períodos mioceno e plioceno, se tornando extintos do início do pleistoceno.
Eram roedores que cavavam tocas, semelhantes aos animais atuais da família geomyidae, popularmente conhecidos como gophers. Os ceratogaulos, porém, eram parentes mais próximos dos esquilos e do castor da montanha.
A sua característica mais marcante são os dois chifres ósseos presentes na cabeça. Já que não serviam para cavar, a ideia mais provável é de que esses chifres teriam sido usados para se defender de predadores da época.
Uma curiosidade é que eles foram não apenas os únicos roedores com chifres conhecidos, mas também os menores mamíferos conhecidos que possuíam chifres.

## Espécies
- Ceratogaulus anecdotus
- Ceratogaulus hatcheri
- Ceratogaulus minor
- Ceratogaulus rhinocerus